# Port lotniczy Varadero
Port lotniczy Varadero im. Juan Gualberto Gómez – międzynarodowe lotnisko na Kubie leżące w pobliżu kurortu Varadero. Jest drugim pod względem ważności – po lotnisku hawańskim – portem na Kubie. W sąsiedztwie lotniska biegnie Via Blanca.

## Połączenia
- Aerocaribbean (Hawana, Cayo Largo del Sur, Cayo Coco, Punta Cana)
- Aerogaviota (Hawana, Cayo Coco, Cayo Largo, Cayo Santa Maria)
- Air Canada (Halifax, Montreal, Toronto-Pearson)
- Air Italy Polska (Warszawa)
- Air Transat (Calgary, Edmonton, Halifax, Montreal, Québec, St. John's, Toronto-Pearson, Vancouver)
- Arkefly (Amsterdam)
- Austrian Airlines (Wiedeń)
- Blue Panorama Airlines (Mediolan-Malpensa)
- CanJet (Fredericton, Moncton, Montreal, Québec)
- Caribair (Puerto Plata, Santo Domingo, Santiago)
- Condor Airlines (Frankfurt)
- Corsairfly (Paryż – Orly)
- Cubana de Aviación (Hawana, Montréal, Toronto-Pearson)
- Edelweiss Air (Zurych)
- Jetairfly (Bruksela)
- LOT (Warszawa-Okęcie)
- Magnicharters (Monterrey)
- Martinair (Amsterdam, Punta Cana, Purto Plata)
- Neos (Mediolan-Malpensa)
- Servicios Aereos Profesionales (Punta Cana)
- Skyservice (Calgary, Edmonton, Halifax, Montreal, Ottawa, St. John's, Toronto-Pearson, Vancouver, Winnipeg)
- Sunwing Airlines (Bagotville, Deer Lake, Gander, London, Montreal, Ottawa, Québec, St. John's, Sudbury, Thunder Bay, Toronto-Pearson, Vancouver)
- Thomas Cook Airlines (Londyn-Gatwick, Manchester)
- XL Airways France (Paryż-Charles de Gaulle)
- Zoom Airlines (Montreal, Québec)